# Procesy załogi Bergen-Belsen

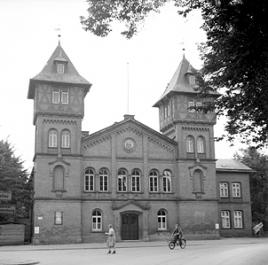
Miejsce procesu: stara hala sportowa Męskiego Towarzystwa Sportowego w Lüneburgu – tu odbywał się w 1945 pierwszy proces

Procesy załogi Bergen-Belsen – procesy przeprowadzone przez aliantów po zakończeniu II wojny światowej przeciwko hitlerowskim zbrodniarzom wojennym, członkom załogi obozu koncentracyjnego Bergen-Belsen. Wszystkie trzy procesy załogi tego obozu odbyły się przed brytyjskimi Trybunałami Wojskowymi.

## Pierwszy proces załogi Bergen-Belsen 17 października – 17 listopada 1945 w Lüneburgu
Był to najważniejszy i największy proces dotyczący zbrodni popełnionych w Bergen-Belsen. Odbył się on przed Military Court for the Trail of War Criminals (Sąd Wojskowy ds. Zbrodni Wojennych) w Lüneburgu. Na ławie oskarżonych zasiadło 45 osób: większość z nich to byli SS-manni, 16 nadzorczyń SS (SS-Aufseherin) oraz więźniowie funkcyjni (kapo i blokowi). Wśród oskarżonych znaleźli się: Josef Kramer (ostatni komendant obozu, wcześniej także komendant Birkenau), lekarz SS Fritz Klein i specjalista od kremacji zwłok Franz Hössler (znani także ze zbrodniczej działalności w Auschwitz-Birkenau) oraz nadzorczynie SS: Irma Grese, Johanna Bormann i Elisabeth Volkenrath. Zarzuty aktu oskarżenia obejmowały popełnienie zbrodni wojennych i zbrodni przeciw ludzkości. Część oskarżonych została objęta zarzutem dokonania zbrodni nie tylko w Bergen-Belsen, ale także w Auschwitz-Birkenau.
Na skutek przeprowadzonego przewodu sądowego 30 oskarżonych uznano za winnych (z tego 11 skazano na karę śmierci przez powieszenie, a resztę na kary pozbawienia wolności od dożywocia do jednego roku), 14 oskarżonych uniewinniono, a jednego wyłączono z procesu z powodu choroby.
Werdykt sądu był następujący:
1. Josef Kramer, komendant obozu – śmierć przez powieszenie (wyrok wykonano)
2. Franz Hössler, kierownik obozu – śmierć przez powieszenie (wyrok wykonano)
3. dr Fritz Klein, naczelny lekarz obozowy – śmierć przez powieszenie (wyrok wykonano)
4. Wilhelm Dörr, oficer raportowy – śmierć przez powieszenie (wyrok wykonano)
5. Irma Grese, naczelna nadzorczyni SS – śmierć przez powieszenie (wyrok wykonano)
6. Karl Francioh, pracownik kuchni obozowej – śmierć przez powieszenie (wyrok wykonano)
7. Johanna Bormann, nadzorczyni SS – śmierć przez powieszenie (wyrok wykonano)
8. Elisabeth Volkenrath, nadzorczyni SS – śmierć przez powieszenie (wyrok wykonano)
9. Peter Weingärtner, strażnik – śmierć przez powieszenie (wyrok wykonano)
10. Franz Stöfel, strażnik – śmierć przez powieszenie (wyrok wykonano)
11. Ansgar Pichen, kierownik kuchni obozowej – śmierć przez powieszenie (wyrok wykonano)
12. Erich Zoddel, kapo – dożywocie
13. Heinrich Schreirer, gestapo obozowe – 15 lat pozbawienia wolności
14. Herta Ehlert, nadzorczyni SS – 15 lat pozbawienia wolności
15. Otto Kulessa, strażnik – 15 lat pozbawienia wolności
16. Helena Kopper, kapo – 15 lat pozbawienia wolności
17. Władysław Ostrowski, kapo – 15 lat pozbawienia wolności
18. Ilse Forster, nadzorczyni SS – 10 lat pozbawienia wolności
19. Hertha Bothe, nadzorczyni SS – 10 lat pozbawienia wolności
20. Irene Haschke, nadzorczyni SS – 10 lat pozbawienia wolności
21. Gertrude Sauer, nadzorczyni SS – 10 lat pozbawienia wolności
22. Johanne Roth, nadzorczyni SS – 10 lat pozbawienia wolności
23. Anna Hempel, nadzorczyni SS – 10 lat pozbawienia wolności
24. Antoni Aurdzieg, kapo – 10 lat pozbawienia wolności
25. Hildegard Lohbauer, kapo – 10 lat pozbawienia wolności
26. Stanisława Starostka, kapo – 10 lat pozbawienia wolności
27. Gertrude Fiest, nadzorczyni SS – 5 lat pozbawienia wolności
28. Medislaw Burgraf, kapo – 5 lat pozbawienia wolności
29. Frida Walter, nadzorczyni SS – 3 lata pozbawienia wolności
30. Hilde Lisiewitz, nadzorczyni SS – 1 rok pozbawienia wolności
31. Georg Kraft, kierownik obozu – uniewinniony
32. Karl Egersdörfer, kierownik magazynu żywnościowego – uniewinniony
33. Fritz Mathes, urzędnik administracji obozowej – uniewinniony
34. Walter Otto, urzędnik administracji obozowej – uniewinniony
35. Erik Barsch, sanitariusz SS – uniewinniony
36. Ida Forster, nadzorczyni SS – uniewinniona
37. Klara Opitz, nadzorczyni SS – uniewinniona
38. Charlotte Klein, nadzorczyni SS – uniewinniona
39. Hildegard Hahnel, nadzorczyni SS – uniewinniona
40. Josef Klippel, strażnik – uniewinniony
41. Anton Polanski, kapo – uniewinniony
42. Ignatz Schlomowicz, kapo – uniewinniony
43. Ilse Lothe, kapo – uniewinniona
44. Oskar Schmitz, kapo – uniewinniony
45. Ladislaw Gura, kapo/strażnik SS – wycofany z procesu z powodu choroby

Wyroki śmierci wykonano 13 grudnia 1945 w więzieniu w Hameln. Erich Zoddel, skazany w tym procesie na dożywocie, otrzymał od innego sądu alianckiego wyrok śmierci za zbrodnie popełnione już po wyzwoleniu obozu Bergen-Belsen (wyrok wykonano).

## Drugi proces załogi Bergen-Belsen 16-30 maja 1946 w Celle i w czerwcu 1946 w Lüneburgu
Proces ten odbył się w dwóch niemieckich miejscowościach. W maju 1946 przed brytyjskim Trybunałem w Celle stanęło pięciu SS-mannów i trzy nadzorczynie SS, a w czerwcu 1946 przed brytyjskim Trybunałem w Lüneburgu jeden oskarżony, kapo Kazimierz Cegielski. Wszyscy oskarżeni należeli do załogi Bergen-Belsen. Z ogólnej liczby 9 oskarżonych osób, cztery skazano na śmierć, a pięć na terminowe kary pozbawienia wolności od 2 do 20 lat.
Wyroki w drugim procesie załogi Bergen-Belsen:
1. Walter Quakernack – śmierć przez powieszenie (wyrok wykonano)
2. Heinz Lüder Heidemann – śmierć przez powieszenie (wyrok wykonano)
3. Karl Reddehase – śmierć przez powieszenie (wyrok wykonano)
4. kapo Kazimierz Cegielski – śmierć przez powieszenie (wyrok wykonano)
5. Theodor Wagner – 20 lat pozbawienia wolności
6. Gertrud Heise – 15 lat pozbawienia wolności
7. Karl Schmitt – 15 lat pozbawienia wolności
8. Martha Linke – 12 lat pozbawienia wolności
9. Anneliese Kohlmann – 2 lata pozbawienia wolności

Wyroki śmierci zostały wykonane 11 października 1946.

## Trzeci proces załogi Bergen-Belsen 14-16 kwietnia 1948 w Hamburgu
Trzeci proces odbył się w Hamburgu. W procesie tym na ławie oskarżonych zasiadł jedynie Kurt Julius Meyer – SS-mann, który należał do kierownictwa obozu Bergen-Belsen. Skazany został na karę dożywotniego więzienia, lecz zwolniono go z więzienia już w 1954.

## Galeria

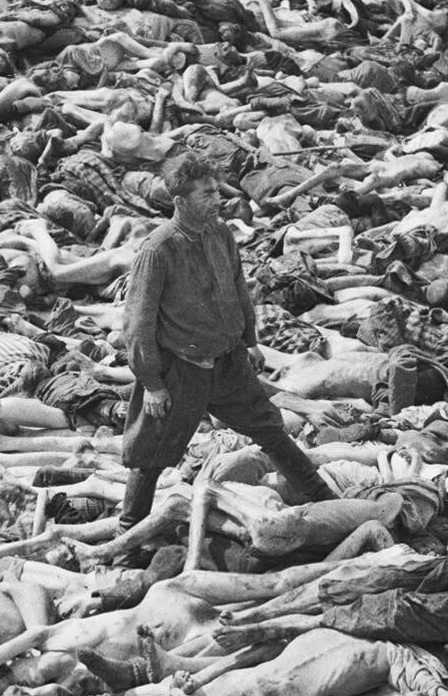
Dr Fritz Klein na masowym grobie w Bergen-Belsen 24 kwietnia 1945
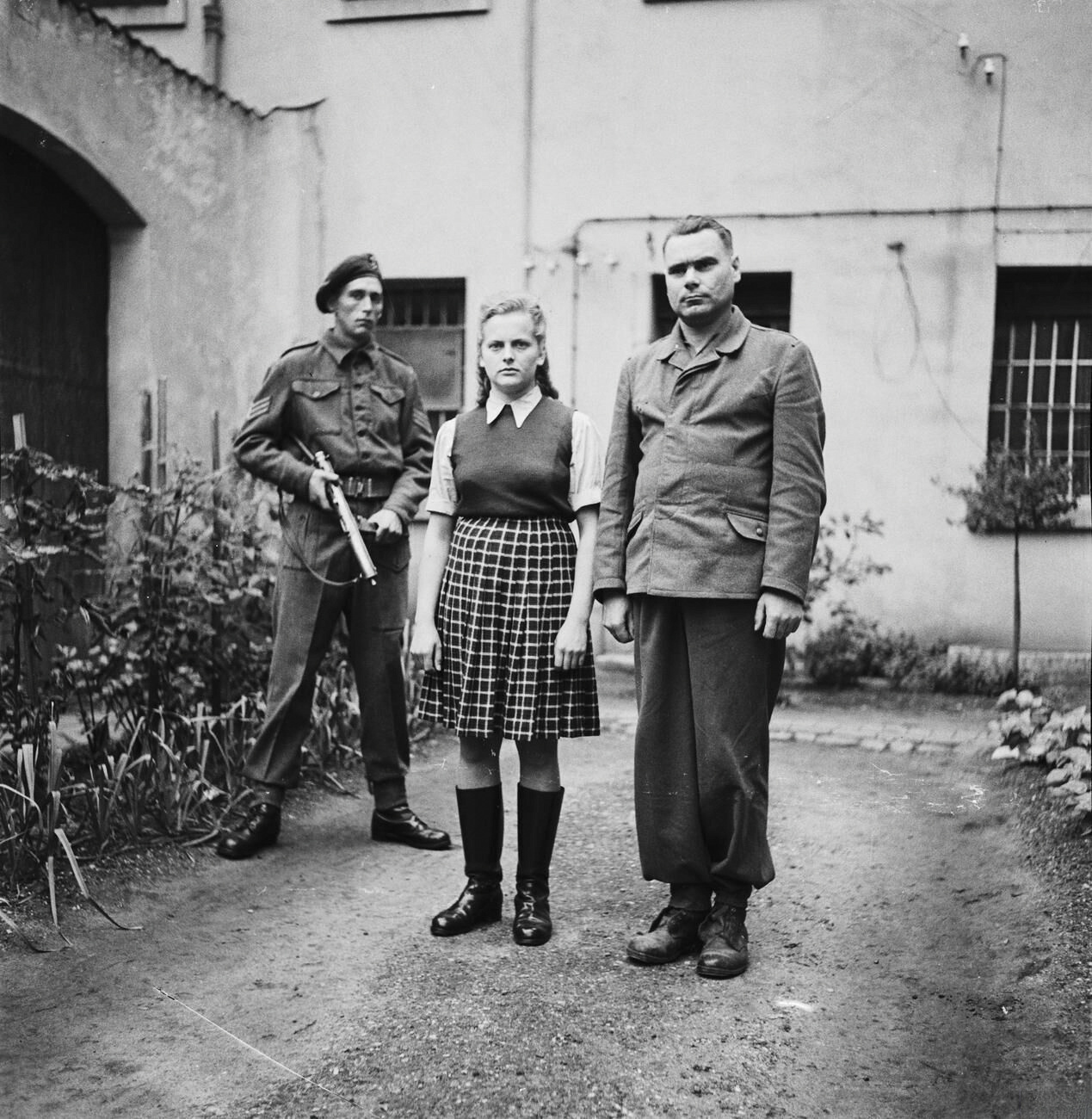
Irma Grese i Josef Kramer w więzieniu w sierpniu 1945
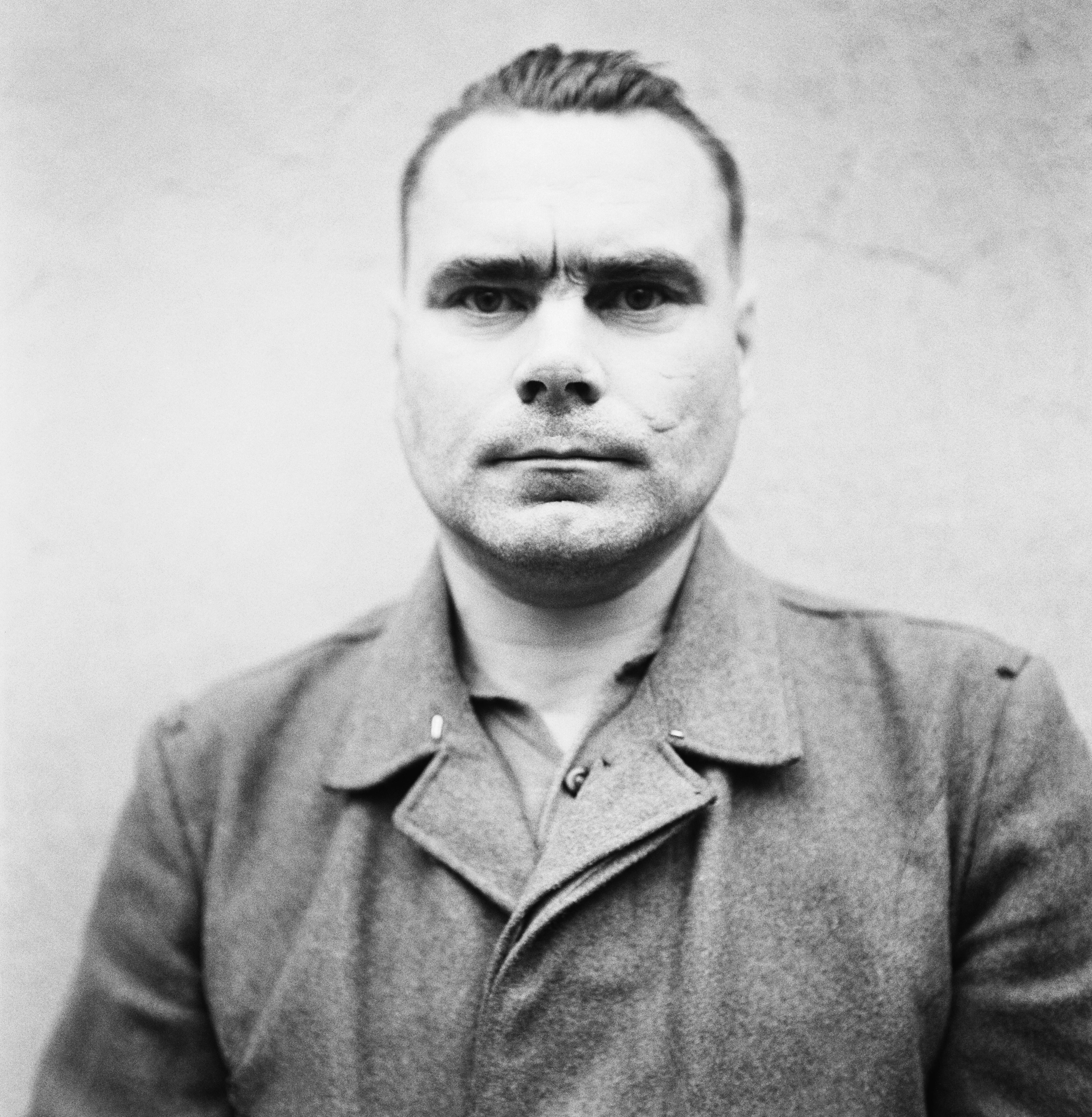
Josef Kramer w sierpniu 1945
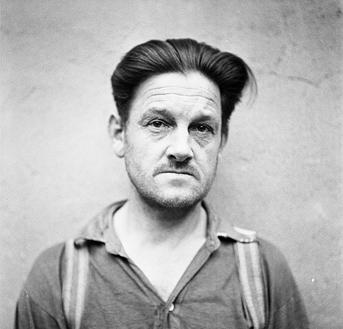
Franz Hößler w sierpniu 1945
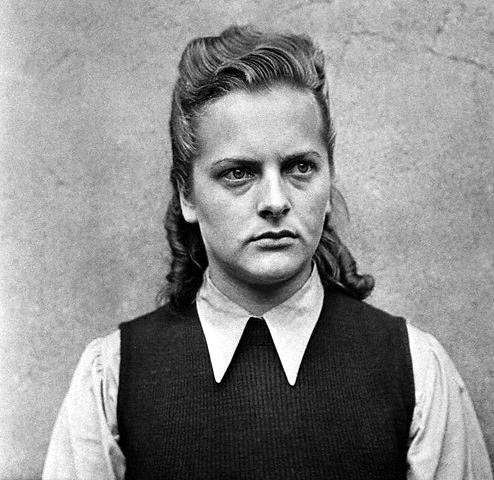
Irma Grese w sierpniu 1945
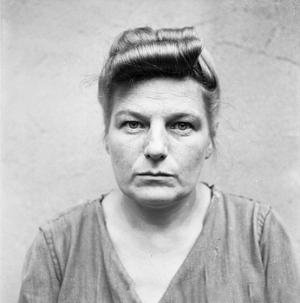
Hertha Ehlert w sierpniu 1945
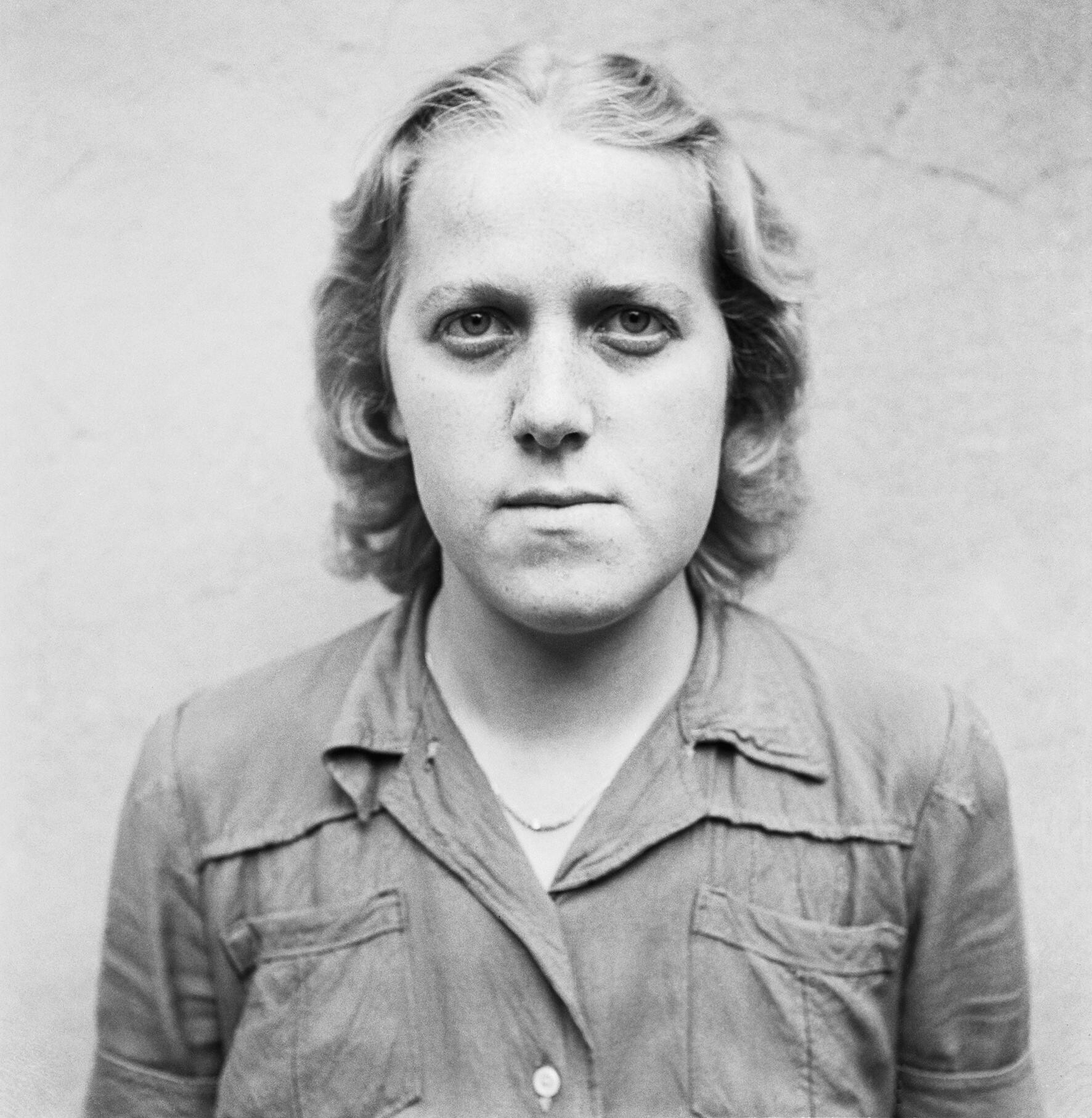
Hertha Bothe w sierpniu 1945
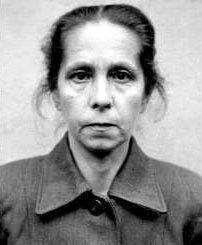
Johanna Bormann w sierpniu 1945
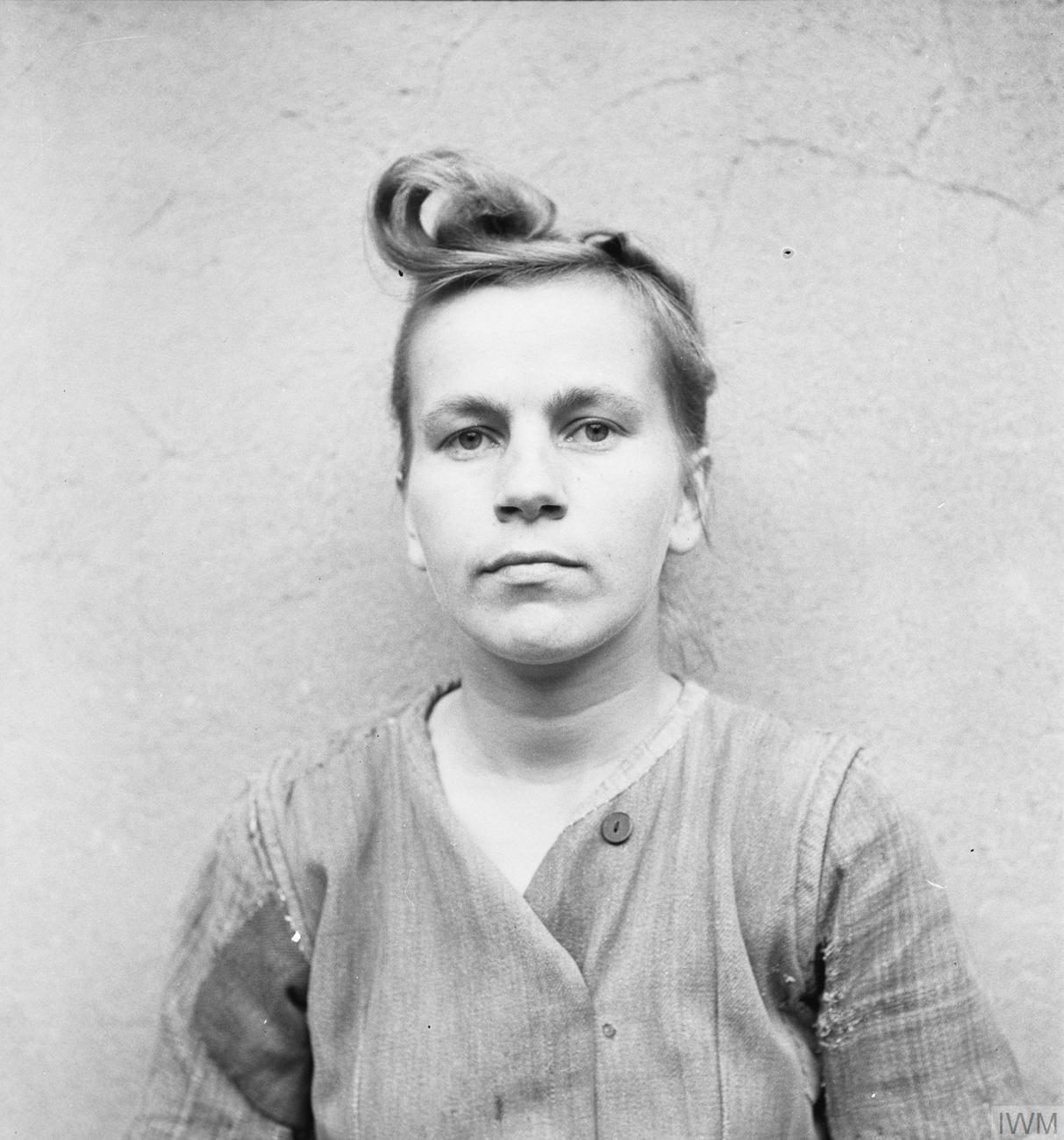
Elisabeth Volkenrath w sierpniu 1945
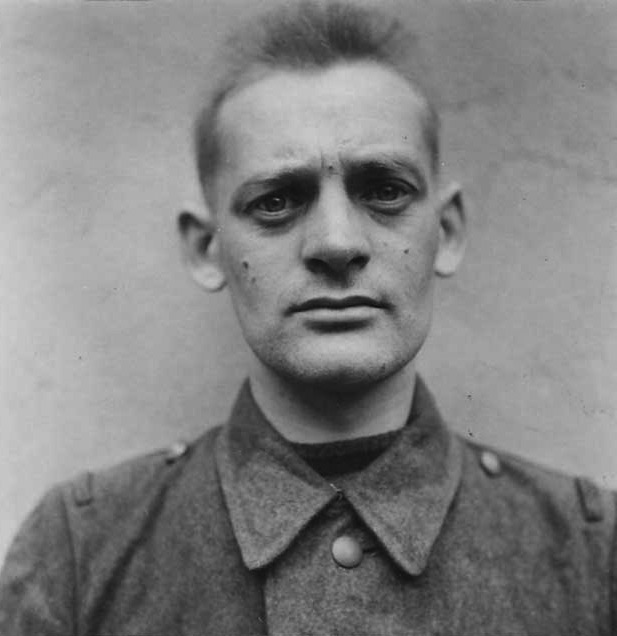
Xaver Stärfel alias Franz Stofel w sierpniu 1945
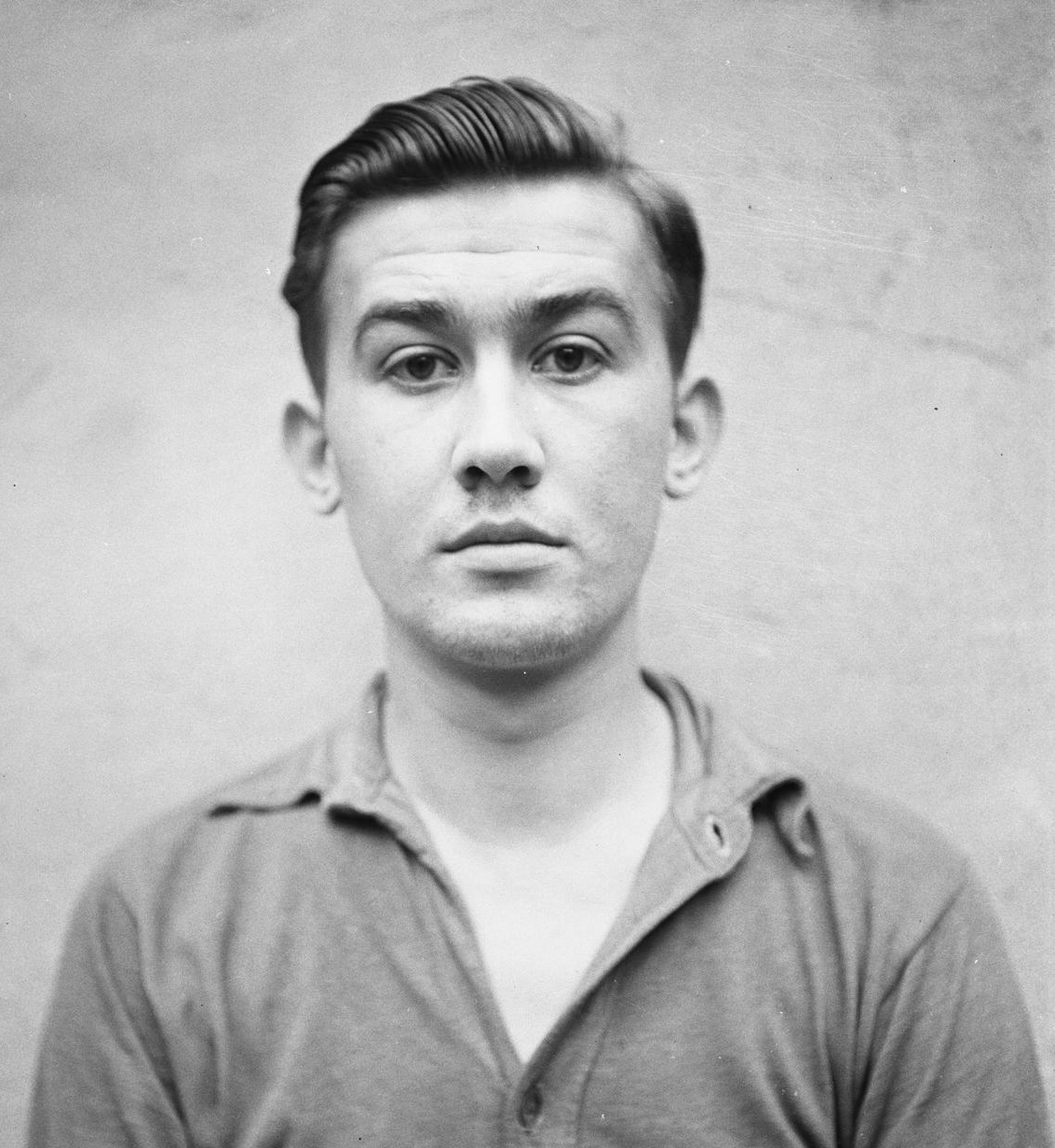
Wilhelm Dörr w sierpniu 1945
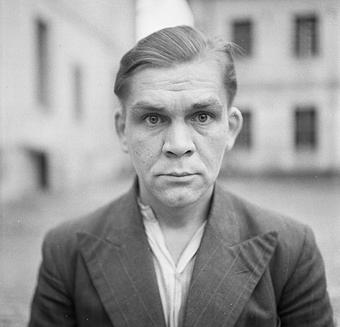
Erich Zoddel w sierpniu 1945